# 外星智慧生命研究中心
外星智慧生命研究中心（英語：Center for the Study of Extraterrestrial Intelligence，縮寫：CSETI）是一個研究外星生命和不明飛行物的非營利組織，成立於1990年，由美国幽浮学家史蒂芬·格里爾創立。该机构位于美国马里兰州拉戈，其目標為「與外星生命建立和平及持續的關係」。CSETI的项目包括CE-5倡议和揭秘计划（Disclosure Project）。
该机构稱其擁有超過3000份確信的飛行員目擊UFO的報告，以及超過4000份的「著陸痕跡」（UFO著陸留下的痕跡）證據。1997年4月，该机构向美國國會提交了一份聲明，內容是關於CSETI收集的不明飛行物來到地球的證據，並要求國會針對這些證據舉辦聽證會，但最終國會並沒有按其要求舉辦聽證會。
2001年，CSETI在华盛顿哥伦比亚特区举行了一场记者招待会，介绍了他们的证据和搜集到的陈述，其中包括前美国联邦航空局调查处处长约翰·卡拉汉（John Callahan）提供的资料。卡拉汉还声称曾与当时里根政府治下的中情局人员会面，不过，中情局否定了这一说法。